# Oxyrhachis lagosensis
Oxyrhachis lagosensis är en insektsart som beskrevs av William Lucas Distant. Oxyrhachis lagosensis ingår i släktet Oxyrhachis och familjen hornstritar. Inga underarter finns listade i Catalogue of Life.